# Miguel Gustavo
Miguel Gustavo, numele complet Miguel Gustavo Werneck de Sousa Martins, (n. 24 martie 1922, Rio de Janeiro, Districtul Federal⁠(d), Brazilia – d. 22 ianuarie 1972, Rio de Janeiro, Rio de Janeiro, Brazilia) a fost un jurnalist, textier și compozitor brazilian. A adus contribuții importante în domeniul jurnalismului, literaturii și muzicii braziliene.

## Biografie
Născut în 1922, a început ca disc jockey la Radio Vera Cruz în 1941 și s-a remarcat în calitate de compozitor de jingles-uri, a făcut și hituri ca compozitor de samba și marșuri. A continuat în anii 1950 să compună jingle-uri, inclusiv Casas da Banha, care a stârnit controverse ca urmare a acuzațiilor că ar fi un plagiat după melodia Iisus, bucuria oamenilor a lui Johann Sebastian Bach.
În 1962 a compus, alături de Jorge Veiga, piesa Brigitte Bardot. Pentru Campionatul Mondial de Fotbal 1970 a compus imnul Pra Frente Brasil, iar melodia a devenit un simbol al Seleção. În același an a compus piesa A saia, inspirată de Miriam Batucada.
A murit în 1972 și a fost înmormântat în cimitirul Caju din orașul Rio de Janeiro.

## Alte melodii
- 1952: Baião das Mulheres, Miguel Gustavo și João S. Guimarães
- 1953: Baião do Chofer, Miguel Gustavo
- 1956: A Dança Do Didu, Miguel Gustavo
- 1956: Boate Tra La Lá, Miguel Gustavo
- 1957: A Dança do Bidú, Miguel Gustavo
- 1957: A Fúria Louca de Jean Pouchard, Miguel Gustavo
- 1957: A Menina Canta, Miguel Gustavo
- 1957: Bem Vindo Seja, Miguel Gustavo
- 1958: Brabuletas de Brasília, Miguel Gustavo, Altamiro Carrilho și Carrapicho
- 1959: Baião Triste, Altamiro Carrilho e Miguel Gustavo
- 1962: Bacardy Chá-chá-chá, Miguel Gustavo
- 1970: Bloco Da Lua, Luiz Reis și Miguel Gustavo
- 1970: Brasil Eu Adoro Você, Miguel Gustavo